# Galla (vrouw van Theodosius I)
Flavia Galla (overleden 394) was een Romeinse keizerin van 387 n.Chr. tot aan haar overlijden.
Flavia Galla was de dochter van keizer Valentinianus I en Justina. Toen in 387 Magnus Maximus Italië binnenviel, vluchtte zij met haar broer Valentinianus II, de keizer van het West-Romeinse Rijk, naar Thessaloniki. In ruil voor militaire hulp trouwde Flavia Galla met de Oost-Romeinse keizer Theodosius I. Zij was de tweede echtgenote van Theodosius.
Theodosius en Flavia Galla kregen drie kinderen. Rond 388 werd Gratianus geboren, die de volwassen leeftijd niet haalde. Tussen 388 en 392 werd Galla Placidia geboren. Het derde kind, Johannes, stierf tegelijk met Flavia Galla tijdens de bevalling.